# Kék korallsügér
A kék korallsügér (Chrysiptera cyanea) a sugarasúszójú halak (Actinopterygii) osztályának sügéralakúak (Perciformes) rendjébe, ezen belül a korállszirtihal-félék (Pomacentridae) családjába tartozó faj.

## Előfordulása
Indopacifikus régió nyugati részén honos. Korallzátonyok és védett lagúnák lakója.

## Megjelenése
A kifejlett példány testhossza 5-8 centiméter.

## Életmódja
Mindenevő.